# شماره بین‌المللی کالاهای خطرناک
شماره بین المللی کالاهای خطرناک
اصطلاح UN number یا UN IDs شماره بین المللی کالاهای خطرناک می‌باشد که توسط کمیته حمل و نقل سازمان ملل متحد تهیه شده است و به‌طور گسترده‌ای در تجارت بین المللی مورد استفاده قرار می‌گیرد.  هر کالای خطرناکی از قبیل مواد سمی، مواد قابل اشتعال، مواد شیمیایی مایع،مواد آلوده و... به صورت یک عدد ۴ رقمی کد گذاری شده است و از UN0001 تا UN3500 را شامل می‌شود. این کالاهای خطرناک براساس میزان خطرناک بودن دسته بندی می‌شود و دسته اول دارای بیشترین اهمیت می‌باشد. این کد برای حمل و نقل این کالاها به سراسر دنیا الزامی می‌باشد و درصورت اعلام نشدن این کد، حمل کالا صورت نمی‌پذیرد.